# Kodály körönd
Kodály körönd est une place de Budapest située à dans le quartier de Terézváros (6e arrondissement). Elle se situe sur la prestigieuse Andrássy út et fait ainsi partie de son périmètre UNESCO. Il s'agit d'une place de forme circulaire (d'où son nom körönd, « place circulaire » en hongrois) sur laquelle se dressent quatre palais aux silhouettes symétriques. Elle tient son nom du compositeur hongrois Zoltán Kodály, qui a habité l'un de ces immeubles.
La place est desservie par la station Kodály körönd de la ligne   du métro de Budapest.